# Дол (Бела Паланка)
Дол је село у општини Бела Паланка које је постојало до 1947. године.
Дол је 1947. године страдао у бујичној поплави која је натерала његових 420 мештана да потраже ново место за живот. Потопљено је 70 кућа а једна особа је изгубила живот. 1979. године је село избрисано из евиденције села општине Бела Паланка. Атар овог села је тада припојен суседном Букуровцу док му се име може наћи једино у старим топографским картама. На месту где је ово село некада постојало је сада шума где се и дан данас окупљају људи родом одатле.
Често ово село мешају са селом Долац које се такође налази у белопаланачком атару.
У овом селу је рођен познати фудбалер Рајко Митић.

## Локација
До Дола се долази тако што се поред искључења са ауто -пута за Белу Паланку, скрене на пут за Сврљиг, пређе велики мост на Нишави и после стотинак метара поново скрене лево на земљани пут. Пут за Дол је у лошем стању, пролази испод ауто-пута и улази у једну питому долину. Ту се могу видети остаци старих кућа.
На само неколико километара од великог моста на Нишави,налазе се некадашње средсело и велика чесма. На њој је спомен-плоча која пролазнике обавештава да одавде потиче фудбалер Рајко Митић. 
Постављена је у исто време када и спомен плоча испред стадиона у Белој Паланци.
Изнад чесме, пут завија у правцу запада и ту се налази неколико напуштених бунара и појило за стоку.